# Tulista pumila
Tulista pumila és una espècie de planta suculenta del gènere Tulista, del Cap Occidental, Sud-àfrica.
Antigament es va col·locar al gènere Haworthia, com a Haworthia pumila o Haworthia maxima.

## Descripció
És una planta suculenta perennifòlia que creix a l'hivern amb fulles suculentes afilades disposades en rosetes de 20 cm de diàmetre. Les fulles són dures, verticals, de vegades incurvades i solen estar cobertes de tubercles blancs elevats. És una espècie variable, amb diferents poblacions que difereixen en la forma de la fulla, el color, la forma de creixement i els tubercles. També varia segons l'entorn i, amb sol directe durant l'estiu sec, pot adoptar un color vermell. Les fulles solen tenir un color verd oliva a marró.
A l'estiu (novembre a desembre) Tulista pumila produeix flors tubulars de color blanc rosat, sobre una inflorescència fina i alta.

## Distribució i hàbitat
La distribució natural d'aquesta espècie es troba a l'extrem sud-oest del Cap, centrada en la vegetació de Robertson Karoo de la vall del riu Breede. També s'estén al nord-est fins a Laingsburg. Aquí hi creix en el matollar de Karoo.

## Cultiu

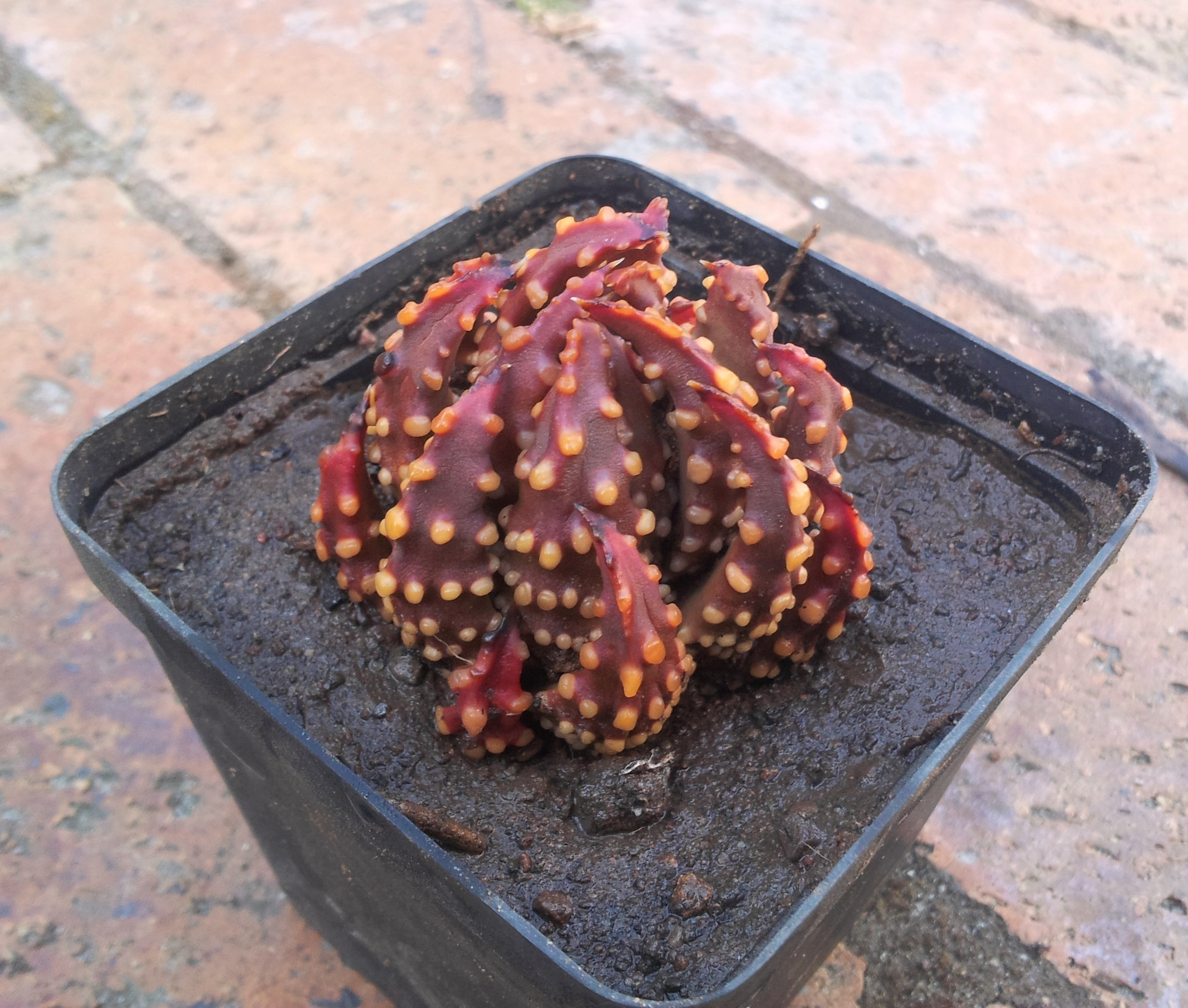
Un petit exemplar de Tulista pumila en cultiu, Sud-àfrica

És una planta popular en cultiu, tot i que pot créixer lentament. No se sap durant quant de temps viuen les plantes, però alguns exemplars s'han mantingut en captivitat des de fa més de 40 anys.
La planta requereix un sòl ben drenat i és una de les poques espècies de Tulista que prospera a ple sol.
La planta rarament té fillols, de manera que la major part de la propagació es produeix per llavors, tot i que els esqueixos de fulles també es poden arrelar quan s'empren fulles més grans.

## Nom i taxonomia
L'eponímia d'aquesta espècie ha estat relativament complexa. Anteriorment es deia Haworthia maxima o Haworthia pumila. En alguns registres antics també apareix ocasionalment com a Haworthia margaritifera.
És l'espècie més gran de Tulista (arriba fins als 30 cm d'alçada) i es classifica amb la resta d'espècies grans (H.marginata, H.minima i H.kingiana) al subgènere "Robustipedunculares". Després d'estudis filogenètics recents, s'ha demostrat que aquestes quatre espècies constitueixen de fet un grup diferent, separat d'altres del gènere Haworthia. Per tant, han estat classificades com a gènere separat, "Tulista".
Tulista pumila (L.) G.D. Rowley va ser descrita per Gordon Douglas Rowley (G. D. Rowley) i publicada a Alsterworthia International. The Succulent Asphodelaceae Journal 13(2): 26, a l'any 2013.
Varietats acceptades
- Tulista pumila var. pumila (autònim) - al sud-oest de la Província del Cap
- Tulista pumila var. ohkuwae (M.Hayashi) Breuer - Província del Cap Occidental
- Tulista pumila var. sparsa (M.Hayashi) Breuer - Província del Cap Occidental.[6]

Sinonímia
- Aloe pumila L., Sp. Pl.: 322 (1753). (Basiònim/Sinònim substituït)
- Aloe arachnoides var. pumila (L.) Aiton, Hort. Kew. 1: 468 (1789).
- Haworthia pumila (L.) Duval, Pl. Succ. Horto Alencon.: 7 (1809).[7]

Híbrids
Aquesta espècie s'hibriditza fàcil i naturalment amb Astroloba corrugata, amb la qual se solapa la seva àrea de distribució natural. El resultat dels híbrids naturals es denominen × Astrolista bicarinata.